# آرتور ادوارد الیس
آرتور ادوارد الیس (انگلیسی: Arthur Edward Ellis؛ ۸ ژوئیهٔ ۱۹۱۴ – ۲۳ مهٔ ۱۹۹۹) داور فوتبال اهل انگلستان بود.
وی بازی فینال جام ملت‌های اروپا ۱۹۶۰ را داوری کرد.